# Dedelstorf
Dedelstorf er en kommune i Landkreis Gifhorn i den tyske delstat Niedersachsen. Den ligger i den sydøstlige del af amtet (Samtgemeinde) Hankensbüttel.

## Geografi
Dedelstorf ligger vest for byen Hankensbüttel i nærheden af Naturpark Südheide.

### Inddeling
I kommunen ligger ud over byen Dedelstorf, landsbyerne Allersehl, Weddersehl, Oerrel, Repke, Lingwedel og Langwedel.